# Вја Брандицо (Торино)
Вја Брандицо је насеље у Италији у округу Торино, региону Пијемонт.
Према процени из 2011. у насељу је живело 41 становника. Насеље се налази на надморској висини од 201 м.